# Ángeles Santos Torroella
Ángeles Santos Torroella (Portbou, 7 de noviembre de 1911-Madrid, 3 de octubre de 2013) fue una pintora y artista gráfica española perteneciente a la generación del 27. Iniciada entre el surrealismo y el expresionismo, evolucionó hacia el postimpresionismo con temas de paisaje e interiores. En 2003, recibió la Medalla de Oro al mérito en las Bellas Artes, otorgada por el Ministerio de Cultura de España, y en 2005 recibió de la Generalidad de Cataluña la Creu de Sant Jordi.

## Biografía

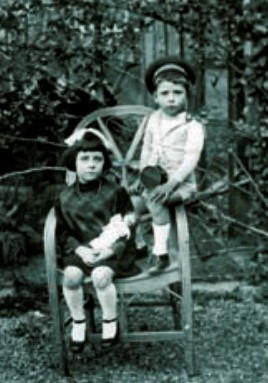
Ángeles Santos junto a su hermano Rafael, hacia 1917.

Ángeles Santos nació en la localidad gerundense de Portbou, el 7 de noviembre de 1911. Era la primogénita del matrimonio formado por Julián Santos Estévez, un inspector de aduanas procedente de Salamanca y de Aurelia Torroella. Su hermano Rafael Santos Torroella fue un reputado crítico y profesor de arte. En Portbou, a donde llegó destinado su padre, vivía su familia materna, ya que su abuelo, Rafael Torroella i Cardoner, era propietario de una agencia de aduanas en este municipio fronterizo catalán.
Los sucesivos destinos de su padre le hicieron recorrer gran parte de la geografía española. Durante sus primeros años vivió en Ripoll, La Junquera, Le Perthus y Portbou. Pasó posteriormente por Salamanca y Valladolid.
En 1924, su padre fue nombrado administrador de la Aduana de Ayamonte, en la provincia de Huelva, y Ángeles ingresó interna en el colegio de las Esclavas del Sagrado Corazón de Sevilla, donde se inició en el dibujo y la pintura a los catorce años. Allí, recibió premios en la asignatura de Dibujo y una de las monjas del colegio recomendó a sus padres que se dedicara a la pintura, para la que había nacido, y abandonara otras actividades como el piano o el francés. Dos años más tarde se trasladó con sus padres a Valladolid, donde empezó a recibir clases cada día, antes de marchar al colegio, de un veterano profesor italiano, Cellino Perotti.

### Inicio de su actividad artística
Durante sus vacaciones estivales en Portbou, empezó sus primeros cuadros con retratos de su familia. Ese mismo año participó en el "Salón de Artistas Vallisoletanos" en Valladolid, en el que recibió un diploma y fue elogiada por el escritor y periodista Francisco de Cossío en el periódico El Norte de Castilla. A partir de entonces, abandonó el colegio para dedicarse totalmente a la pintura y creó sus obras más destacadas.
En 1929, cuando apenas tenía 18 años, pintó el cuadro Un mundo, un óleo de gran formato que representa un extraño planeta surrealista. Constituye la obra más reconocida de la pintora y permanece expuesta en el Museo Nacional Centro de Arte Reina Sofía, en Madrid. Su participación en el IX Salón de Otoño de Madrid el año de 1929 donde expuso esta obra, incrementó la apreciación de sus cuadros por intelectuales y críticos como Jorge Guillén, Ramón Gómez de la Serna, Manuel Abril, Juan Ramón Jiménez, Federico García Lorca, Ernesto Giménez Caballero, Guillermo Díaz-Plaja y Joan Teixidor, quienes publicaron elogios de su obra y la calificaron como mitad expresionista, mitad surrealista. Poco después hizo otra exposición en Madrid, invitada en el Lyceum Club.
En 1930, su familia la ingresó en un sanatorio mental de Madrid durante un mes y medio, según las manifestaciones de la artista en su vejez: "Estaba nerviosa y solo me apetecía llorar. No sabía lo que quería". Ramón Gómez de la Serna protestó públicamente por esta reclusión en un artículo de La Gaceta Literaria de abril de 1930.
En octubre, la pintora ya está recuperada y acude al X salón de Otoño con un hecho insólito ya que, la Asociación de Pintores y Escultores, le dedicó una sala donde presentó 34 obras debido a la calidad de su trabajo.
En 1931 realizó una exposición individual en París y, en los años sucesivos, participó en las exposiciones organizadas por la Sociedad de Artistas Ibéricos en San Sebastián y Copenhague. Fue invitada a exponer en la muestra colectiva del Instituto Carnegie de Pittsburgh (EE. UU.) y en 1936 figuró en el pabellón español de la Bienal de Venecia y la de los Ibéricos en París, consagrándose internacionalmente. 
Ese mismo año, la artista y su familia se establecen en San Sebastián, donde toma contacto con los arquitectos e intelectuales José Manuel Aizpurúa y Joaquín Labayen, integrantes del Grupo Norte del GATEPAC. En dicha ciudad expone en el Salón de té Yacaré y prepara una individual para la Galerie Charles-August Girard en París. Allí fue visitada por Federico García Lorca, Ernesto Giménez Caballero y Vicente Huidobro.
La actividad pictórica de la artista sufrió un parón entre los años 1931 y 1932; hasta que en 1933, con su traslado a Portbou, volvió a ejercitar su arte. En 1933 se trasladó a Barcelona, donde conoció, gracias a Ignacio Agustí, al pintor e ilustrador catalán Emilio Grau Sala, que se convirtió en su marido en 1936. El matrimonio implicó un cambio en su estilo, ya que como demuestran las obras de dicho periodo y las presentadas en la Bienal de Venecia de 1936, este se presenta liviano y etéreo. En 1935 Santos retomaba el contacto con el público con la primera exposición realizada en Barcelona bajo el auspicio de las Galeries d’Art Syra; sin embargo, la muestra fracasó al tener un carácter tenebroso y una estética alejada del Novecentismo, movimiento reinante en la Cataluña de la época.
En este periodo, Santos dejó de pintar; ya sea por relegar el arte a un segundo plano debido a su matrimonio con Emilio Grau Sala y el nacimiento de su hijo Julián, o, como señala Mercedes Prado, porque su estética, frente al Novecentismo catalán, entró en crisis tras ser calificada de dura y poco amable debido a su tilde expresionista y oscuro cromatismo. Debido a ello, cuando Santos volvió a dedicarse a la pintura, esta se dulcificó y abordó temas como el retrato, los interiores urbanos y los paisajes marítimos de la ciudad condal; motivos que los críticos contemporáneos le reprocharon su impronta postimpresionista.

### La guerra civil española
Cuando estalló la guerra civil española el matrimonio se encontraba en Portbou desde donde cruzaron a Francia, pero en tanto su marido marchó a París, estableciéndose en la capital francesa, Ángeles regresó embarazada a España y se instaló en Canfranc. En la ciudad aragonesa se asentó con sus padres y, tras dar a luz a su hijo, el futuro pintor Julián Grau Santos, fue contratada en un colegio dirigido por religiosas para dar clases de dibujo. En 1941 expuso de manera individual en la Sala Libros de Zaragoza y, en 1942, presentó su obra como artista invitada en la Exposición Nacional de Bellas Artes realizada en la Ciudad Condal. En 1945 se trasladó a la capital española y realizó dos muestras, una en la Galería Estilo y otra en el Colegio Mayor de Santa Teresa de Jesús de la Universidad de Madrid; caracterizadas ambas por estar compuestas de obras de distintos periodos. En 1955 fue invitada a exponer en la III Bienal Hispanoamericana celebrada en Barcelona.
Durante veinticinco años permaneció separada de Emilio Grau, el cual se quedó en París y se emparejó de nuevo, mientras que Ángeles y su hijo permanecieron en España. En 1962, tras el fallecimiento de la pareja de Grau, el matrimonio se reunió de nuevo y fijaron su residencia en la capital francesa donde él tenía un próspero estudio. Algunos años después se trasladaron y vivieron en Cadaqués, Sitges y Barcelona.
Santos falleció en Madrid el 3 de octubre de 2013.

## Estilo
La obra de Santos Torroella puede dividirse en tres etapas, distinguidas por sus estancias en las ciudades de Valladolid, Madrid y Barcelona.

### Primera época
Entre la década de 1920 y 1930, el pintor inglés, Cristóbal Hall dirigió la Escuela Pictórica en la ciudad de Valladolid de tendencia figurativa, moderna y cercana a los ideales de la Generación del 27, como demuestran las obras de sus integrantes Mariano de Cossío y Sinforiano de Toro. Según Josep Casamartina, la estética de Santos Torroella evolucionó de manera vertiginosa, entre el otoño de 1929 y la primavera de 1930, afín a los ideales propuestos por la escuela vallisoletana y, distante, a lo propugnado por la escuela de raigambre vernácula, dirigida por el retratista Anselmo Miguel Nieto.
Además de la influencia del propio entorno vallisoletano de vanguardia, las primeras obras de Ángeles Santos también parecen acusar un cierto influjo de las imágenes publicadas en el libro de Franz Roh Realismo Mágico. Post Expresionismo. Problemas de la Pintura Europea más reciente, tal como apunta Casamartina; tras haber sido dicho ejemplar el libro de cabecera para diversos artistas españoles de la época. Casamartina señala, entre los modelos que Santos pudo encontrar en las ilustraciones del libro las obras: Arrivista  de Heinrich Maria Davringhausen, Autorretrato con modelo  de Otto Dix o Concierto Infantil de Tadeusz Makowski; tras apreciar la concomitancia que mantenían dichas obras con las pinturas realizadas por la artista en el año 1928: Retrato de la Marquesa de Alquibla y Autorretrato, pinturas inscritas dentro de la estética del Realismo Mágico. Las obras fueron expuestas en el Ateneo de Valladolid en abril de 1929 junto al lienzo Tres cabezas de mujer; obras iniciales donde los personajes son tratados de manera antinatural al encontrarse sus figuras deformes ensimismadas en un ambiente sombrío. Como señala Casamartina, dicha obra implicó la entrada definitiva de Santos en el Arte Surrealista, tendencia en la que realiza su obra más célebre: Un mundo.
La artista trabajó Un mundo junto a Tertulia entre abril y septiembre de 1929. "Tertulia" titulada inicialmente El cabaret, representa, dentro del conjunto de obras de Santos, la más próxima a la Nueva Objetividad alemana en lo que respecta a la influencia extranjera, mientras que, los modelos de las figuras, de estética estilizada y deforme, se aproximan a la obra de El Greco. En cuanto a los precedentes directos de Un mundo, el historiador Casamartina vislumbra diversos modelos entre los que se encuentran La masía  de Joan Miró, al haber estado la obra incluida en la revista de Roh, los dibujos realizados en la Residencia de Estudiantes de Madrid por Salvador Dalí, donde destaca la composición narrativa en forma de retablo y la convergencia de diversas acciones de manera simultánea y, por último, los personajes tomados de las obras de Walter Spies, presentados también en el libro de Roh: Casa junto al estanque, Adiós y Tío vivo; nocturnos compuestos de manera libre donde los cambios de escala son radicales. además de tener un trasfondo poético inspirado en algunos versos de Juan Ramón Jiménez.
En octubre de 1929 la artista participó en el IX Salón de Otoño, celebrado en el Palacio de Exposiciones del Retiro en Madrid, con tres obras: Un mundo, Autorretrato y Niñas. 

### Segunda época
Tras el éxito obtenido la artista fue invitada a exponer en el Lyceum Club y, en febrero de 1930, en una exposición celebrada en el Círculo de Bellas Artes. Luego de su estancia en Madrid, tras consolidar su éxito, la tendencia artística de Santos empezó a cambiar. El nuevo periodo se caracteriza por vincular su pintura al movimiento místico y realista del expresionismo, teniendo como modelos figurativos las Pinturas Negras de Francisco de Goya y los personajes de la obra de José Gutiérrez Solana. Así pues, la factura expresionista se encuentra en la serie de cuadros Los Niños Mendigos donde la pincelada de la artista adquiere textura y, a la par, pierde concisión; llevando a un alejamiento de los sueños y a un interés por la expresión y la realidad.
El año de 1930 fue muy especial para la artista ya que se le otorgó una sala exclusiva para la exposición de sus obra en el X Salón de Otoño madrileño. El lienzo Niñas haciendo música (1929) formó parte de las obras mostradas, siendo este el ejemplo en el que los críticos vislumbran una estética semejante a la obra previa al periodo Rayonista de Natalia Goncharova. 

### Tercera época
A partir de 1969, la artista se inicia en el género de paisajes, pintando las ciudades de París, Barcelona, Cadaqués y Sitges; influida por su reconciliación con el pintor Emilio Grau. Dichas obras fueron exhibidas, junto a sus obras vallisoletanas, en la Sala Parés en 1974. El año siguiente, la trayectoria artística de Santos se popularizó gracias a las exposiciones en la Sala Nonell y en la Galería Dau al Set (Barcelona) y en la Galería Multitud (Madrid), esta última organizada por Ángel González y Francisco Calvo Serraller.
En los años ochenta destaca la exposición antológica realizada en el Museo del Empordà, la publicación de un número monográfico en la editorial Cuadernos Guadalimar y una exposición colectiva, realizada en 1989, en el centro Arts Santa Mònica titulada El Surrealisme en Catalunya. Otras muestras importantes donde formaron parte del catálogo obras de Santos Torroella fueron la realizada en 1991 Picasso, Miró y Dalí y los orígenes del Arte Contemporáneo en España 1900-1936 y AC Avantguardes a Catalunya 1906-1939, producida en 1992.
En 1992, la editorial de obra gráfica De Buena Tinta publicó la carpeta de serigrafías "De Ángeles y Santos", junto con su hijo Julián Grau Santos y su sobrino Antonio Santos Lloro, estampada por Javier Cebrián en Altea (Alicante).
En 2003, Valladolid le rindió un homenaje con una exposición en el Patio Herreriano, donde se exhibió una selección importante de sus obras.

## Exposiciones
| Año  | Espacio                                               | Población           | Descripción                                                                                        | Nota                          |
| ---- | ----------------------------------------------------- | ------------------- | -------------------------------------------------------------------------------------------------- | ----------------------------- |
| 1928 | Círculo Mercantil                                     | Valladolid          | Exposición colectiva de artistas vallisoletanos                                                    |                               |
| 1929 | Ateneo de Valladolid                                  | Valladolid          | | Primera exposición individual |
| 1929 | Lyceum Club                                           | Madrid              | IX Salón de Otoño                                                                                  |                               |
| 1930 | Círculo de Bellas Artes                               | Madrid              | X Salón de Otoño de Madrid (Sala propia)                                                           |                               |
| 1930 | Universidad de California                             | California          | Exposición de Arte Español                                                                         |                               |
| 1931 | Salón de te Yacaré                                    | San Sebastián       | | Exposición individual         |
| 1931 | Galería Charles-August Girard                         | París               | | Exposición individual         |
| 1931 | Carnegie Institute                                    | Pittsburgh          | International Exhibition of Paintings                                                              |                               |
| 1931 |                                                       | Oslo                | Exposición de Arte Español                                                                         |                               |
| 1931 |                                                       | San Sebastián       | Exposición de la Sociedad de Artistas Ibéricos                                                     |                               |
| 1932 | Galerie Flechtheim                                    | Berlín y Copenhague | Sociedad de Artistas Ibéricos                                                                      | colectiva                     |
| 1933 | Carnegie Institute                                    | Pittsburgh          | Thirty-first Annual International Exhibition of Paintings                                          |                               |
| 1933 |                                                       | Madrid              | XIII Salón de Otoño                                                                                |                               |
| 1935 | Galería Syra                                          | Barcelona           | | Exposición individual         |
| 1936 | XX Bienal de Venecia                                  | Venecia             | Mostra Spagnuola                                                                                   |                               |
| 1936 |                                                       | París               | Exposición de Arte Español Contemporáneo                                                           |                               |
| 1936 | Galería d'Art Syra                                    | Barcelona           | | Exposición individual         |
| 1941 | Sala de los libros                                    | Zaragoza            | | Exposición individual         |
| 1942 |                                                       | Barcelona           | Exposición Nacional de Bellas Artes                                                                |                               |
| 1942 | Casa del Libro                                        | Barcelona           | | Exposición individual         |
| 1945 | Galería Estilo                                        | Madrid              | | Exposición individual         |
| 1946 | Universidad de Madrid                                 | Madrid              | Colegio Mayor Teresa de Jesús                                                                      | Exposición individual         |
| 1951 | Galerías Fortunet                                     | Figueras            | | Exposición individual         |
| 1955 |                                                       | Barcelona           | II Bienal Hispanoamericana de Arte                                                                 | Exposición colectiva          |
| 1966 | Colegio Oficial de Arquitectos de Cataluña y Baleares | Barcelona           | | Exposición colectiva          |
| 1967 | VI Salón Femenino de Arte Actual                      | Barcelona           | | Invitada de honor             |
| 1969 | Sala Rovira                                           | Barcelona           | | Exposición individual         |
| 1974 | Sala Parés                                            | Barcelona           | | Exposición individual         |
| 1975 | Sala Nonell                                           | Barcelona           | | Exposición individual         |
| 1975 | Galería Dau al Set                                    | Barcelona           | | Exposición colectiva          |
| 1975 | Galería Multitud                                      | Madrid              | | Exposición individual         |
| 1977 | Museo del Ampurdán                                    | Figueras            | Surrealistes empordanesos                                                                          | Exposición colectiva          |
| 1978 | Galería El Cisne                                      | Madrid              | | Exposición individual         |
| 1979 | Galería Agora 3                                       | Sitges              | | Exposición individual         |
| 1981 | Galería Jaló                                          | Zaragoza            | | Exposición individual         |
| 1982 | Galería Alençon                                       | Madrid              | | Exposición                    |
| 1984 | Centro Cultural Conde-Duque                           | Madrid              | Mujeres en el arte español contemporáneo, 1900-1984                                                | colectiva                     |
| 1983 | Galería Odile                                         | Zaragoza            | | Exposición individual         |
| 1986 | Museu de l'Empordà                                    | Figueras            | | Retrospectiva                 |
| 1988 | Galería Juan Gris                                     | Madrid              | | Exposición individual         |
| 1988 | Centro de Arte Santa Mónica                           | Barcelona           | Surrealisme a Catalunya 1924-1936. De l'Amic de les Arts al Logicobofisme                          |                               |
| 1992 | La Pedrera                                            | Barcelona           | Avantguardes artístiques a Catalunya 1906-1939                                                     | Exposición colectiva          |
| 1992 | Museo Nacional Centro de Arte Reina Sofía             | Madrid              | Picasso, Miró, Dalí y los orígenes del Arte Contemporáneo en España 1900-1936                      | Exposición colectiva          |
| 1994 | Fundación Cultural Mapfre Vida                        | Madrid              | El Autorretrato en España II. De Picasso a nuestros días                                           | Exposición colectiva          |
| 1996 | Galería de Arte Juan Gris                             | Madrid              | | Exposición individual         |
| 1997 | Musée d'Art Moderne de la Ville de Paris              | París               | Les années 30 en Europe                                                                            | Exposición colectiva          |
| 1997 | Fundación "la Caixa"                                  | Madrid              | Madrid Barcelona, 1930-1936. La tradición de lo nuevo                                              |                               |
| 1997 | Comunidad Autónoma de Madrid                          | Madrid              | Imágenes para una generación poética (1918-1927-1936                                               |                               |
| 1998 | Galería Agora 3                                       | Sitges              | | Exposición individual         |
| 1999 | Museo Nacional de Arte de Cataluña                    | Barcelona           | Fora d'ordre, dones de la Vanguardia espanyola [Fuera de orden, mujeres de la Vanguardia española] | colectiva                     |
| 1999 | Albert Gallery                                        | Pozuelo de Alarcón  | | Exposición individual         |
| 2001 | Albert Gallery                                        | Pozuelo de Alarcón  | | Muestra antológica            |
| 2001 | CCCB                                                  | Barcelona           | Rèquiem per l'escala                                                                               | Exposición colectiva          |
| 2002 | Albert Gallery                                        | Madrid              | | Exposición individual         |
| 2003 | Museo de Arte Contemporáneo Español Patio Herreriano  | Valladolid          | | Retrospectiva                 |
| 2003 | Sala de Exposiciones de Bilbao Bizkaia Kutxa          | Bilbao              | | Retrospectiva                 |
| 2017 | Museo Picasso Málaga                                  | Málaga              | Somos plenamente libres. Las mujeres artistas y el surrealismo                                     | Exposición colectiva          |

## Obra en museos
- Museo Nacional Centro de Arte Reina Sofía, Madrid
  - Autorretrato (1928) (Depósito temporal)[20]
  - Un mundo (1929)
  - Tertulia (1929)
  - Cena familiar (1930)[20]
  - Niños y plantas (1930)[20]
  - Lilas y calavera (1930)[20]
- Museo Nacional de Arte de Cataluña
  - Niña (Retrato de Conchita) (1929)
  - Retrato de José María Lafarga Santos (1965)
- Museo del Empordà, Figueras
  - La tierra (1929)

## Premios y reconocimientos
- Medalla de Oro al mérito en las Bellas Artes (2003)
- Creu de Sant Jordi (2005)

## Documental
En 2017 se estrenó "El mundo de Ángeles Santos" (59') dirigido por Eva Fontanals, coproducido por RTVE y ARPA para la serie "Imprescindibles" de RTVE en el que se recupera la figura de la pintora surrealista. El documental nos adentra, de la mano de su hijo Julián como testigo de excepción en la obra de la pintora a través de su obra magna 'Un mundo', expuesto en la colección permanente del Museo Nacional de Arte Contemporáneo Reina Sofía de Madrid.